# Pine megye
Pine megye az Amerikai Egyesült Államokban, azon belül Minnesota államban található. Megyeszékhelye és legnagyobb városa Pine City. Lakosainak száma 28 876 fő (2020. április 1.). Pine megye Carlton, Aitkin, Chisago, Burnett, Douglas, Isanti és Kanabec megyékkel határos.

## Népesség
A megye népességének változása:
| Lakosok száma | 29 716 | 29 583 | 29 189 | 29 104 | 29 069 | 28 876 |
|               | 2010   | 2011   | 2012   | 2013   | 2015   | 2020   |